# هرشل برک گیلبرت
هرشل برک گیلبرت (انگلیسی: Herschel Burke Gilbert؛ ۲۰ آوریل ۱۹۱۸ – ۸ ژوئن ۲۰۰۳) آهنگساز و ارکستراتور روس‌تبار اهل ایالات متحده آمریکا بود.
او دانش‌آموختهٔ دانشگاه ویسکانسین-میلواکی و همچنین مدرسه جولیارد بود و برای حدود ۳۰۰۰ قسمت سریال و برنامهٔ تلویزیونی، موسیقی متن ساخته بود که از آن میان می‌توان به شال، رینگ و دزد اشاره نمود.